# العلاقات البريطانية الهندية
تُشير العلاقات البريطانية الهندية إلى العلاقات الدولية بين جمهورية الهند والمملكة المتحدة وأيرلندا الشمالية. تملك الهند مفوضية سامية في لندن وقنصليتين عامتين في بيرمنغهام وإدنبرة. تملك بريطانيا مفوضية سامية في نيودلهي وخمس مفوضيات سامية نائبة في مومباي، وشيناي، وبانغالور، وحيدر أباد، وكولكاتا. تُعد الدولتان عضوين كاملين في دول الكومنولث.
هناك 1.4 مليون شخص هندي يعيش في بريطانيا. وصف رئيس الوزراء البريطاني السابق دافيد كاميرون العلاقات البريطانية الهندية بأنها «علاقة خاصة جديدة» في عام 2010.

## التاريخ

### شركة الهند الشرقية (1600-1857)
تأسست التجارة بين بريطانيا التيودورية والهند المغولية في عام 1600 حين ضمنت الملكة إليزابيث الأولى امتيازًا ملكيًا لشركة الهند الشرقية المنشأة حديثًا من خلال إرسال هدايا قيّمة لبلاط الإمبراطور المغولي جلال الدين أكبر. خلال زمن الإمبراطور المغولي أورنكزيب عام 1707، كانت الهند دولةً مصنعة رائدة في العالم في بدايات القرن الثامن عشر. كانت الهند تملك 25% من الناتج الإجمالي العالمي، وعندما غادرت بريطانيا البلاد، أصبحت نسبة الهند من الناتج الإجمالي العالمي 4%. خلال القرن الثامن عشر، بدأت شركة الهند الشرقية باكتساب تأثير أكبر في الهند. أدت معركة بلاسي في عام 1757 إلى احتلال البنغال، بينما بحلول عام 1857، وبعد معاهدات وحروب عديدة مع الممالك الهندية (الحروب الأنجلوميسورية مع السلطان تيبو والحروب الأنجلوماراثية والحروب الأنجلوسيخية)، تحكمت شركة الهند الشرقية بمعظم شبه القارة الهندية. بعد التمرد الهندي في عام 1857، حين تمرد الجنود الهنود (السيبوي) على ضباطهم البريطانيين، حُلت شركة الهند الشرقية في العام التالي. كانت أصول شركة الهند الشرقية كبيرة جدًا لدرجة أن الحكومة البريطانية قررت التدخل. كانت الهند القاعدة الأساسية لتوسع الإمبراطورية البريطانية في آسيا وبقيت أهم مستعمرة بريطانية ومصدرًا أساسيًا للدخل بالإضافة إلى الجنود حتى الاستقلال. أصبحت الملكة فيكتوريا إمبراطورة الهند في عام 1876. أصبحت الهند جوهرةً في التاج البريطاني بعد أن كانت قاعدة تجارية صغيرة.

### الراج البريطاني (1858-1947)
في عام 1858، استحوذت الحكومة البريطانية على المناطق وترتيبات المعاهدات التي عقدتها شركة الهند الشرقية السابقة. في عام 1876، أصبحت المنطقة التي تشمل الهند الحديثة وباكستان وبنغلادش «الإمبراطورية الهندية» (المعروفة تاريخيًا براج الهند) وأُعلِنت الملكة البريطانية فيكتوريا «إمبراطورة الهند» (وهو لقب حمله خلفاؤها حتى عام 1947). أسس الجيش الهندي البريطاني بريطانيا وساعدها في عدة حروب، بما في ذلك الحروب الأنجلوأفغانية، والحروب الأنجلونيبالية، والحروب الأنجلوبورمية، وحربَي الأفيون الأولى والثانية، والحربين العالميتين.

### نهاية المملكة البريطانية
كسبت حركة الاستقلال الهندية انتباهًا بعد التمرد الهندي في عام 1857. ازدادت المعارضة للحكم البريطاني، من خلال الثورات الحقيقية (ممثلةً ببهجت سينخ وسبهاش شاندرا بوز) والمقاومة السلمية (ممثلةً بموهانداس كرمشاند غاندي) التي أدت في النهاية إلى الاستقلال في عام 1947. أنشا تقسيم الهند كيانات جديدة خرجت من رحمة الراج البريطاني وهي الهند وباكستان.

### دومينيون الهند (1947-1950)
أتى الاستقلال بعد تقسيم الهند ليصبح الاتحاد الهندي ودومينيون باكستان من ضمن دول الكومنولث. تخلى الملك جورج السادس، الذي كان «إمبراطور الهند» بصفته ملك بريطانيا، عن هذا اللقب في عام 1947 وشغل منصب رئيس البلاد الفخري بلقب ملك الهند (وشغل بصورة مشابهة منصب ملك باكستان). في عام 1950، أصبحت الهند جمهوريةً وانقطع الارتباط مع التاج البريطاني.
كان الدومينيون جزءًا من منطقة ستيرلنغ (غادرت جمهورية الهند المنطقة في عام 1966).

### جمهورية الهند (منذ عام 1950)
قررت الهند البقاء في دول الكومنولث بعد أن أصبحت جمهورية. اتبعت بريطانيا والهند كلتاهما مسارات ديبلوماسية مختلفة منذ ذلك الحين.
على وجه التحديد، أصبحت الهند قوةً فاعلة في حركة عدم الانحياز، التي سعت مبدئيًا إلى عدم الاصطفاف في أي حلف خلال الحرب الباردة. تناقض هذا الموقف مع مكانة بريطانيا بصفتها إحدى الدول المؤسسة لحلف شمال الأطلسي (الناتو) والحليف الرئيسي للولايات المتحدة.
أصبحت العلاقات السياسية والدبلوماسية بين البلدين وديةً بصورة عامة لكنها تفتقر إلى العمق. أجرى رئيس الوزراء الهندي إندر كمال كجرال تقييمًا لاذعًا لعلاقة بريطانيا مع الهند قائلًا إن المملكة المتحدة تُعد قوة من مرتبة ثالثة لا تستحق الاحترام.

## الاقتصاد
تُعد الهند ثالث أكبر مستثمر أجنبي في المملكة المتحدة. في حين تحتل المملكة المتحدة المرتبة الثامنة عشرة كشريك تجاري للهند، والمرتبة الثالثة بعد موريشيوس وسنغافورة كمستثمر في الهند. هناك العديد من الاتفاقيات التجارية الثنائية بين البلدين مصممة لتقوية العلاقات. فمثلًا، في عام 2005، انعقدت اللجنة الاقتصادية والتجارية المشتركة في نيودلهي بغرض تسريع الاستثمارات الثنائية في البلدين.
ساهم نمو الشركة الهندية متعددة الجنسيات بشكل كبير في اقتصاد وأعمال المملكة المتحدة. بحلول عام 2019، ولّدت الشركات الهندية في المملكة المتحدة نحو 48 مليار جنيه إسترليني. وظفت هذه الشركات أيضًا أكثر من 105 آلاف شخص في المملكة المتحدة. وظّفت مجموعة تاتا وحدها 63,760 شخصًا  تقريبًا في المملكة المتحدة. علّق عالم الاجتماع أنتوني جيدينز على هذه الظاهرة حيث تؤثر دول غير غربية على الدول الغربية بصفتها «كولونيالية معكوسة». في عشاء في الخامس عشر من أغسطس عام 2017، الذي عُقد للاحتفال بمرور 70 عامًا على استقلال الهند، قال وزير الخارجية البريطاني بوريس جونسون: «نحن في المملكة المتحدة مستفيدون من الكولونيالية المعكوسة». قال جونسون إن سيارة الجاغوار التي تُصنع في كاسل برومويتش وتُصدر إلى الهند «بأكثر الأعداد تزايدًا على الإطلاق» تمثل «الدور التجاري المعكوس» بين الهند وبريطانيا. اختارت الحكومة البريطانية الهند لتكون إحدى أكثر الشركاء التجاريين تأثيرًا معها لأنها تُعد «أحد أسرع الاقتصادات نموًا في العالم». في عام 2013، أنشأ كاميرون أكبر وفد تجاري من خلال جمع 100 ممثل من شركات متعددة الجنسيات، وشركات متوسطة إلى صغيرة، وجامعات إلى الهند. بالمقارنة مع البعثة التجارية في عام 2010، تفاوضت المملكة المتحدة والهند على مضاعفة الحجم التجاري بحلول عام 2015. بعد زيارة الوفد التجاري، ازدادت البضائع والخدمات المصدرة للهند بمقدار 14% منذ يناير وحتى سبتمبر من عام 2013. بين السادس والثامن من نوفمبر، زارت رئيسة الوزراء البريطانية تيريزا ماي الهندَ في رحلة ثنائية. كان موضوع النقاش في الرحلة العلاقات البريطانية الهندية في فترة ما بعد خروج بريطانيا من الاتحاد الأوروبي. هناك نقاش حول اتفاقية تجارة حرة مطروحٌ على طاولة المفاوضات. وفقًا لمتحدّثٍ باسم وزارة الشؤون الخارجية الهندية، هناك «مجال كبير للتعاون الثنائي المعزز في عدة قطاعات، بما في ذلك العلم، والتكنولوجيا، والتمويل، والتجارة، والاستثمار، والدفاع، والأمن».
بعد اجتماع بين وزير المالية آرون جيتلي ومستشار الخزانة فيليب هاموند في الحوار الاقتصادي والمالي التاسع بين المملكة المتحدة والهند، أعلن جيتلي أن البلدين اتفقا على مناقشة اتفاقية ثنائية للتجارة الحرة. ومع ذلك، ذكر جايتلي أن الحوار الرسمي حول الاتفاقية لن يبدأ إلا بعد خروج بريطانيا من الاتحاد الأوروبي.
في سبتمبر عام 2017، أعلنت المفوضية العليا للهند في المملكة المتحدة، بدعم من مجلس الأعمال الهندي في المملكة المتحدة، عن برنامج «أكسيس إنديا»، وهو مخطط فريد أُعِدّ لمساعدة العديد من الشركات الصغيرة والمتوسطة في المملكة المتحدة على التصدير إلى الهند. في حين أن العديد من الشركات البريطانية الكبيرة لها وجود في الهند، فإن الشركات البريطانية الصغيرة والمتوسطة الحجم لا تمتلكها. تأمل الهند ألا يشجع برنامج أكسيس إنديا الشركات الصغيرة والمتوسطة البريطانية على التصدير إلى الهند فحسب، بل أن يلهمها أيضًا للتصنيع في الهند لتحقيق أهداف مبادرة «ميك إن إنديا».
مع مغادرة المملكة المتحدة، أصبح من الممكن الآن تحقيق تجارة المملكة المتحدة مع الهند بهدف متزايد الآن وفقًا لمعاييرها الفريدة. قد تستفيد المملكة المتحدة من الفولاذ الهندي المصنف على أنه ثاني أكبر منتج في العالم، وأيضًا من الأسمنت والفحم أيضًا المصنفين على أنهما ثاني أكبر منتج وثالث أكبر منتج للكهرباء. يُعد الاقتصاد الهندي الأسرع نموًا في العالم، في حين يمكن للهند الاستفادة من ارتباط بريطانيا بمبادرة الحزام والطريق الصينية، وسهولة ممارسة الأعمال التجارية، والعملة التي يمكن الاعتماد عليها، والتحسينات التي تهدف إلى إجرائها حاليًا.

## مقارنة بين البلدين
هذه مقارنة عامة ومرجعية للدولتين:
| وجه المقارنة                                              | المملكة المتحدة                 | الهند                       |
| --------------------------------------------------------- | ------------------------------- | --------------------------- |
| المساحة (كم2)                                             | 242.50 ألف                      | 3.29 مليون                  |
| عدد السكان (نسمة)                                         | 66.02 مليون                     | 1.35 مليار                  |
| الكثافة السكانية (ن./كم²)                                 | 272.25                          | 410.33                      |
| العاصمة                                                   | لندن                            | نيودلهي                     |
| اللغة الرسمية                                             | لغة إنجليزية، اللغة الويلزية    | اللغة الهندية، لغة إنجليزية |
| العملة                                                    | جنيه إسترليني                   | روبية هندية                 |
| الناتج المحلي الإجمالي (بليون دولار)                      | 2.62 تريليون                    | 2.60 تريليون                |
| الناتج المحلي الإجمالي (تعادل القوة الشرائية) بليون دولار | 2.72 تريليون                    | 8.00 تريليون                |
| الناتج المحلي الإجمالي الاسمي للفرد دولار أمريكي          | 43.88 ألف                       | 1.60 ألف                    |
| الناتج المحلي الإجمالي للفرد دولار أمريكي                 | 40.23 ألف                       | 5.70 ألف                    |
| مؤشر التنمية البشرية                                      | 0.907                           | 0.609                       |
| رمز المكالمات الدولي                                      | +44                             | +91                         |
| رمز الإنترنت                                              | .uk، .gb                        | .in، .भारत ‏، .بھارت ‏،        |
| المنطقة الزمنية                                           | توقيت غرينيتش، توقيت غرب أوروبا | ت ع م+05:30، توقيت الهند    |

## مدن متوأمة
في ما يلي قائمة باتفاقيات التوأمة بين مدن بريطانية وهندية:
- ترتبط لوفبرا مع بهافا نجر باتفاقية توأمة منذ 8 أغسطس 1998.[27]
- ترتبط غريفزند [الإنجليزية]‏ مع جالاندهار باتفاقية توأمة.[28]
- ترتبط مانشستر مع كانبور باتفاقية توأمة منذ 1983.
- ترتبط لندن مع نيودلهي باتفاقية توأمة منذ 2015.[29][29][29][29]
- ترتبط والسال مع أمريتسار باتفاقية توأمة.
- ترتبط ليستر مع راجكوت باتفاقية توأمة.

## منظمات دولية مشتركة
يشترك البلدان في عضوية مجموعة من المنظمات الدولية، منها:
| علم المنظمة | اسم المنظمة                        | تاريخ انضمام المملكة المتحدة | تاريخ انضمام الهند |
| ----------- | ---------------------------------- | ---------------------------- | ------------------ |
|             | مجموعة العشرين                     | 26 سبتمبر 1999               | ?                  |
|             | منظمة التجارة العالمية             | 1995                         | 1995               |
|             | الاتحاد البريدي العالمي            | ?                            | ?                  |
|             | دول الكومنولث                      | 11 ديسمبر 1931               | 15 أغسطس 1947      |
|             | يونسكو                             | 4 نوفمبر 1946                | 4 نوفمبر 1946      |
|             | الفريق المعني برصد الأرض           | ?                            | ?                  |
|             | مؤسسة التمويل الدولية              | 20 يوليو 1956                | 20 يوليو 1956      |
|             | بنك التنمية الآسيوي                | 1966                         | 1966               |
|             | منظمة حظر الأسلحة الكيميائية       | ?                            | ?                  |
|             | مؤسسة التنمية الدولية              | 24 سبتمبر 1960               | 24 سبتمبر 1960     |
|             | نظام تحكم تكنولوجيا القذائف        | 1987                         | 2016               |
|             | وكالة ضمان الاستثمار متعدد الأطراف | 12 أبريل 1988                | 6 يناير 1994       |
|             | الاتحاد الدولي للاتصالات           | 24 فبراير 1871               | 1869               |
|             | منظمة الشرطة الجنائية الدولية      | ?                            | ?                  |
|             | الأمم المتحدة                      | 24 أكتوبر 1945               | 30 أكتوبر 1945     |
|             | البنك الدولي للإنشاء والتعمير      | 27 ديسمبر 1945               | 27 ديسمبر 1945     |
|             | المنظمة الهيدروغرافية الدولية      | ?                            | ?                  |
|             | البنك الإفريقي للتنمية             | ?                            | ?                  |
|             | مجلس الأمن التابع للأمم المتحدة    | 24 أكتوبر 1945               | 1950               |

## وصلات خارجية
- موقع وزارة الخارجية البريطانية
- موقع وزارة الخارجية الهندية